# Ягодное (Карагандинская область)
Ягодное (каз. Ягодное) — село в Абайском районе Карагандинской области Казахстана. Входит в состав Мичуринского сельского округа. Находится примерно в 10 км к западу-северо-западу (WNW) от города Абай, административного центра района. Код КАТО — 353267800.

## Население
В 1999 году численность населения села составляла 295 человек (127 мужчин и 168 женщин). По данным переписи 2009 года, в селе проживало 198 человек (99 мужчин и 99 женщин).